# Dicranomyia (Dicranomyia) anteapicalis
Dicranomyia (Dicranomyia) anteapicalis is een tweevleugelige uit de familie steltmuggen (Limoniidae). De soort komt voor in het Nearctisch gebied.